# SS Ivernia
 (novembre 2020).
Si vous disposez d'ouvrages ou d'articles de référence ou si vous connaissez des sites web de qualité traitant du thème abordé ici, merci de compléter l'article en donnant les références utiles à sa vérifiabilité et en les liant à la section « Notes et références ».
Le SS Ivernia est un paquebot britannique appartenant à la Cunard Line. 
Lancé en 1899, il fut torpillé et coulé par un U-boot le 1er janvier 1917 près du cap Matapan.

## Histoire

### Construction
En 1898, le directeur de la Cunard Line prévoit une classe de paquebots afin de concurrencer le Majestic et le Naronic de la White Star Line, ce dernier ayant décroché le Ruban bleu. Trois paquebots de petites tailles et luxueux seraient suffisants pour les concurrencer. En réalité, ces trois navires sont des transporteurs d'émigrants.
La quille du SS Ivernia est posée en fin 1898 au chantiers Swan Hunter de Tyne and Wear. Il est construit aux côtés de son premier jumeau, le RMS Saxonia. La construction va à une bonne allure, tellement vite que l'Ivernia est terminé avant le Saxonia qui devait être l'ainé des trois paquebots. La principale caractéristique de l'Ivernia est sa cheminée, la plus grande jamais montée sur un navire à l'époque : son sommet se trouve en effet à 106 pieds (32,31 m) au-dessus du pont principal.
Son lancement s'effectue le 21 septembre 1899. Le baptême au champagne a lieu et la cérémonie est grandiose. Son lancement est effectué seulement trois mois après son jumeau le Saxonia. Ensuite, les finitions commencent et durent 10 mois. Quand le navire quitte le chantier pour ses essais en mer, le dernier navire de la classe, le RMS Carpathia, débute sa construction.

### En service

#### Avant-guerre
Le navire est mis en service en 1900. Il effectue sa traversée inaugurale de Liverpool à New York le 14 avril 1900. L'Ivernia est ensuite affecté à la ligne Liverpool-Queenstown-Boston jusqu'en décembre 1911, puis à la ligne Trieste-New York jusqu'au début de la Première Guerre mondiale. Il revient brièvement sur la ligne Liverpool-Boston pendant l'hiver 1912-1913. Il peut transporter 1964 passagers.
Pourtant, en 1905 la Cunard décide de faire une refonte des trois navires afin de les transformer avec seulement une première classe et une seconde classe, ce qui incite à refaire les finitions de chacun des navires.
Bien que de bonne qualité, le SS Ivernia est rapidement mis au second plan par ses confrères plus rapides et plus gros que sont le Mauretania et le Lusitania. De son côté, une compagnie concurrente, la White Star, construit les géants de la classe Olympic.
Une particularité : le jour du naufrage du Titanic, la nuit du 14 au 15 avril 1912, le paquebot SS Ivernia était sûrement trop loin pour répondre aux SOS. Heureusement, son second frère-jumeau, le Carpathia secourt les survivants. Ses frères-jumeaux et lui deviennent célèbres.

#### Guerre
Quand la guerre éclate en août 1914, le Saxonia et lui sont réquisitionnés par la Royal Navy afin d'accueillir des prisonniers de guerre. Le Carpathia est quant à lui réquisitionné un temps puis est rendu à la Cunard Line. Étant donné le coût de la réquisition des navires, le Saxonia et l'Ivernia devaient initialement être également rendus à la Cunard en avril 1914. Ils sont finalement stationnés à Southend-on-Sea de décembre 1914 à mai-juin 1915, avant que les prisonniers à bord ne soient transportés dans un camp sur la côte,. Le SS Ivernia peut transporter alors jusqu'à 2 900 militaires.
En 1916, William Thomas Turner, ancien commandant du Lusitania, prend le commandement de l'Ivernia.

#### Naufrage
Le 1er janvier 1917, le SS Ivernia transporte 2 400 militaires écossais de Marseille en France à Alexandrie en Égypte. Cependant, à 10h12 du matin, le U-boot UB-47, un sous-marin allemand, le torpille à 58 nautiques au sud-ouest du cap Matapan dans le détroit de Cythère. Le navire coule très rapidement. Heureusement, seuls 36 membres d'équipage et 84 militaires meurent. En réalité, la majorité des personnes étaient déjà sur le pont des embarcations.
Le HMS Rifleman secourt les survivants et les dépose dans la baie de Souda en Crète.

## Postérité
Une rue du quartier de Walton, à Liverpool, est nommée en l'honneur du navire.